# Präsidentschaftswahl in Belarus 2020

Standarte des Präsidenten

Die Präsidentschaftswahl in Belarus 2020 endete am 9. August 2020. Bereits ab dem 4. August konnten Wahlberechtigte ihre Stimme abgeben. Die Wahl in Belarus wurde von anhaltenden Protesten im Land begleitet und von der COVID-19-Pandemie überschattet. Sie gilt als Scheinwahl, weil relevante Gegenkandidaten wie Sjarhej Zichanouski festgenommen wurden und Wahlmanipulationen nachgewiesen werden konnten. Nach der Wahl floh die Oppositionskandidatin Swjatlana Zichanouskaja, die sich anstelle ihres festgenommenen Mannes beworben hatte, nach Litauen. Bei den täglichen Protesten wurden bis zum 13. August 2020 über 6000 Menschen festgenommen, 250 verletzt und zwei getötet. Die Polizei schoss teilweise mit scharfer Munition auf Demonstranten.

## Hintergrund
Seit dem Zerfall der Sowjetunion und der Etablierung eines unabhängigen belarussischen Staates im Jahre 1991 fanden fünf Präsidentschaftswahlen statt (Juni 1994, September 2001, März 2006, Dezember 2010 und Oktober 2015), aus denen stets Aljaksandr Lukaschenka, dem vorgeworfen wird, sein Land diktatorisch zu regieren, als Sieger hervorging. Mit Ausnahme der ersten entsprach keine davon demokratischen Standards. Erreicht kein Kandidat im ersten Wahlgang die absolute Mehrheit, würde eine Stichwahl notwendig. Dies war bisher jedoch nie der Fall.

### Festnahme von Oppositionellen und Proteste vor der Wahl

Die ehemalige Flagge von Belarus wird als Symbol der Opposition verwendet

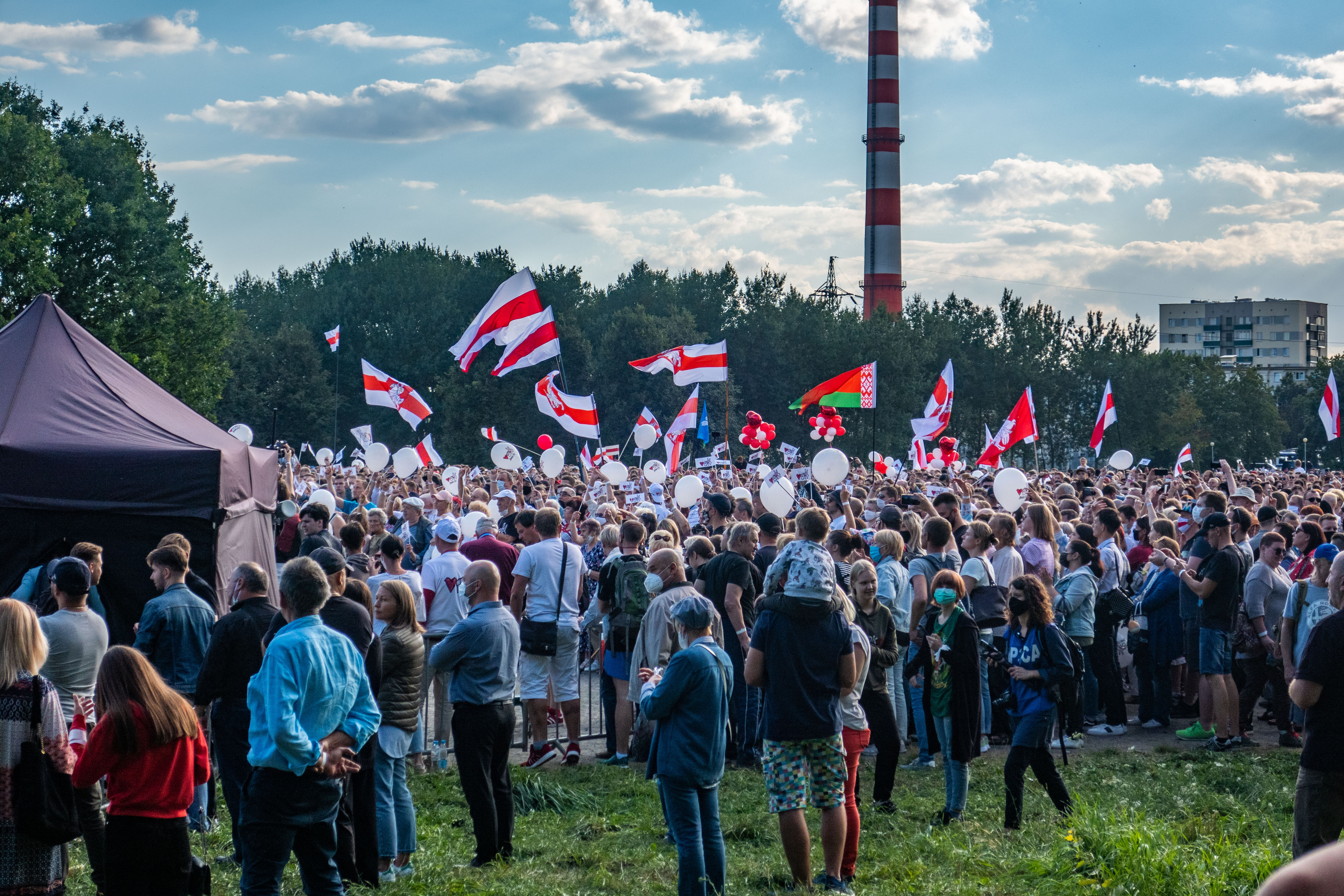
Wahlveranstaltung von Zichanouskaja, 30. Juli 2020

Lukaschenka verharmloste die COVID-19-Pandemie in Belarus seit ihrem Beginn und ließ Massenveranstaltungen ohne Vorsichtsmaßnahmen stattfinden. Nach Schätzungen galten bis Ende Juni 2020 in Belarus fast 62.000 Menschen als infiziert und bis Ende Juli fast 68.000. Dies – und die anhaltende Wirtschaftsschwäche im Land – haben der Opposition einen enormen Zulauf verschafft, der sich zu größeren Massenprotesten ausweitete. Die Behörden versuchten, die Demonstrationen und Kundgebungen der Opposition zu verbieten; sie gingen teils mit Gewalt gegen sie vor. Hunderte Teilnehmer wurden festgenommen.
Die fünf bekanntesten Kandidaten, die gegen den Amtsinhaber Lukaschenka antreten wollten, wurden nicht zur Wahl 2020 zugelassen und teilweise verhaftet, obwohl sie teilweise im Vorfeld hunderttausende Unterstützer-Unterschriften gesammelt hatten. Dazu gehören:
1. Pawel Sewjarynez[13][14]
2. Mikalaj Statkewitsch, sozialdemokratischer Politiker (BSDP NH)[15]
3. Wiktar Babaryka, Bankmanager und Politiker
4. Waleryj Zapkala, Diplomat und Geschäftsmann
5. Sjarhej Zichanouski, Videoblogger und Geschäftsmann

Sewjarynez, Statkewitsch und Zichanouski wurden bereits im Vorfeld der Wahl verhaftet. Auch gegen Babaryka begann im Juni ein Strafverfahren wegen angeblicher Geldwäsche; Zapkalas Unterschriften auf den Unterstützerlisten wurden nicht anerkannt.
Nachdem Zichanouskis Kandidatur nicht zugelassen worden ist, gab seine Frau Swjatlana Zichanouskaja bekannt, an seiner Stelle zur Wahl anzutreten. Zu ihrem ersten Wahlkampfauftritt am 19. Juli in Minsk kamen mehrere Tausend Menschen. Die Frauen der verhafteten Kandidaten Babaryka und Zapkala schlossen sich ihr bald an. Lukaschenka behauptete, Belarus sei noch nicht reif für eine Frau an der Spitze. Bereits im Juni hatte Zichanouskaja berichtet, ihr sei angedroht worden, dass sie verhaftet werde und ihre Kinder weggenommen würden, sollte sie weiter Wahlkampf betreiben. Sie schickte ihre Kinder daraufhin zu ihrer Großmutter ins Ausland. Bereits zuvor waren anderen Oppositionskandidaten das Sorgerecht für ihre Kinder entzogen und diese stattdessen in staatliche Waisenhäuser verbracht worden.
Bei einer von der Regierung organisierten Kundgebung am 6. August spielten die DJs Kiryl Halanau und Uladsislau Sakalouski unangekündigt das Lied Wir warten auf Veränderungen von Wiktor Zoi, das als inoffizielle Hymne der 1980er Freiheitsbewegung gilt. Die anwesende Menge begann mitzusingen, doch Sicherheitskräfte schritten ein, beendeten das Konzert und nahmen beide DJs fest. Sie wurden im Eilverfahren zu 10 Tagen Haft verurteilt.
In der Woche vor der Wahl wurde die Wahlkampfleiterin von Swjatlana Zichanouskaja vorübergehend festgenommen. Insgesamt waren sieben ihrer Mitarbeiter vor der Wahl festgenommen worden. Laut der belarussischen Menschenrechtsorganisation Wjasna seien im Rahmen des Wahlkampfes mehr als 1300 Personen festgenommen worden. Davon seien 25 politische Gefangene.

### Festnahme russischer Söldner
Darüber hinaus wurden 33 mutmaßliche Söldner der paramilitärischen russischen Gruppe Wagner in Minsk festgenommen, die regelmäßig verdeckte Operationen für einen russischen Geheimdienst durchführt. Lukaschenka warf Russland daraufhin vor, Belarus militärisch destabilisieren zu wollen. Bisher galt er als enger Verbündeter Putins. Seit dem Krieg in der Ukraine im Jahr 2014 habe sich dieses Verhältnis jedoch verschlechtert, so Beobachter. In den Medien wurde kolportiert, Lukaschenka befürchte, dass Russland versuchen könnte, als nächstes Belarus zu annektieren und ihn abzusetzen. Tatsächlich besteht bereits seit 1997 ein von ihm unterzeichnetes Abkommen, das einen Zusammenschluss beider Länder vorsieht. Jedoch distanzierte sich Lukaschenka davon.
Am 14. August wurden die Söldner der Gruppe Wagner freigelassen und nach Russland überstellt.

### Eingeschränkte Berichterstattung
Die Berichterstattung zur Wahl wurde eingeschränkt: Mehr als 100 Vertreter internationaler Medien hatten keine Akkreditierung erhalten. Reporter ohne Grenzen zählte am Wochenende der Wahl mindestens 40 Journalisten, die festgenommen wurden. Darunter ein Korrespondent der Deutschen Welle, der zu zehn Tagen Haft verurteilt worden war.
Laut Spiegel konnten Journalisten vor der Wahl teilweise nicht live per Videoübertragung berichten; auch Telefonverbindungen seien zusammengebrochen. Am Wahltag meldeten oppositionelle Telegram-Kanäle, dass YouTube und andere Internetseiten kaum erreichbar seien. Auch verschlüsselte VPN-Verbindungen würden nicht funktionieren.

### App-Entwicklung als Versuch der Wahlbeobachtung durch die Opposition
Oppositionelle entwickelten eine App, bei der Wähler nach einer Registrierung ein Foto vom Stimmzettel einreichen konnten. Rund eine Million Nutzer, etwa ein Neuntel der belarussischen Bevölkerung, hatten sich bei der App registriert. Der Entwickler der App sowie mindestens sechs oppositionelle Wahlbeobachter wurden festgenommen und offiziell wegen Widerstandes gegen die Polizei verhaftet und zu sechs bis zwölf Tagen Haft verurteilt. Die Oppositionellen hatten zuvor eine Klage einreichen wollen, weil sie Ungenauigkeiten beobachtet hatten.

## Kandidaten
Die Zentrale Wahlkommission hat fünf Kandidaten zur Wahl zugelassen:
| Kandidat                | Einzelheiten                                       | Foto |
| ----------------------- | -------------------------------------------------- | ---- |
| Aljaksandr Lukaschenka  | Präsident von Belarus                              |      |
| Sjarhej Tscheratschen   | Belarussische Sozialdemokratische Hramada (BSDH)   |      |
| Hanna Kanapazkaja       | Parlamentsmitglied (2016–2019)                     |      |
| Andrej Dsmitryjeu       | Co-Vorsitzender von Sag die Wahrheit               |      |
| Swjatlana Zichanouskaja | Frau des abgelehnten Bewerbers Sjarhej Zichanouski |      |

## Ablauf der Wahl
Die Wahllokale wurden bereits einige Tage vor dem Wahltag zur Abstimmung benutzt. So wurden Studenten und Staatsbeamte aufgefordert, schon vor dem eigentlichen Wahltag abzustimmen. Laut Kritikern geschah dies, um eine Wahlfälschung vorzubereiten. Die Opposition rief am Wahltag zu Protesten auf.
Unabhängige Wahlbeobachter stellten bereits am 4. August, dem ersten Tag des vorgezogenen Wahlzeitraums, über 2.000 Verstöße gegen die Wahlgrundsätze fest: So wurden etwa Wähler am Betreten der Wahllokale gehindert, Wahlurnen nicht versiegelt und Vorhänge an Wahlkabinen entfernt. Einige Wahlbeobachter wurden daraufhin festgenommen. Allgemein war die Beobachtung der Wahl stark eingeschränkt; die OSZE reiste daher gar nicht erst an. Seit 1995 erkannte die OSZE keine Wahl in Belarus als frei und fair an. Ein geleaktes Video, das mutmaßlich das Training von Wahlhelfern zeigt, nennt sogar bereits die im Vorfeld festgelegten Endergebnisse der Wahl.
Auch aufgrund des Ausschlusses aussichtsreicher Gegenkandidaten im Vorfeld hielten manche Kommentatoren die Wahl bereits vor dem Wahltag für „weder frei noch fair“.

## Offizielle Ergebnisse
Laut belarussischen Staatsmedien soll Amtsinhaber Lukaschenka gemäß Nachwahlbefragungen 79 Prozent der Stimmen, die aussichtsreichste Gegenkandidatin Zichanouskaja 6,9 Prozent der Stimmen erhalten haben. Diese Zahlen gelten für unabhängige Beobachter und die Opposition als gefälscht und damit nicht aussagekräftig. Swjatlana Zichanouskaja erklärte sich zur Wahlsiegerin.
Die prozentualen Gesamtergebnisse der Kandidaten sowie die Wahlbeteiligung in den einzelnen Oblasten wurden am Tag nach der Wahl publiziert. Die konkrete Gesamtanzahl an Stimmen für die jeweiligen Bewerber wurde am 14. August mitgeteilt. Aufgeschlüsselt nach Oblasten oder Wahlräumen gibt es bisher keine Ergebnisse.
Alle vier Oppositionskandidaten legten Beschwerde gegen die Ergebnisse bei der Belarussischen Wahlkommission ein, welche abgewiesen wurden.
| Abgegebene Stimmen | Abgegebene Stimmen | Aljaksandr Lukaschenka | Aljaksandr Lukaschenka | Sjarhej Tscheratschen | Sjarhej Tscheratschen | Hanna Kanapazkaja | Hanna Kanapazkaja | Andrej Dsmitryjeu | Andrej Dsmitryjeu | Swjatlana Zichanouskaja | Swjatlana Zichanouskaja | Stimmen gegen alle 5 Kandidaten | Stimmen gegen alle 5 Kandidaten |
| ------------------ | ------------------ | ---------------------- | ---------------------- | --------------------- | --------------------- | ----------------- | ----------------- | ----------------- | ----------------- | ----------------------- | ----------------------- | ------------------------------- | ------------------------------- |
| Anzahl             | %                  | Anzahl                 | %                      | Anzahl                | %                     | Anzahl            | %                 | Anzahl            | %                 | Anzahl                  | %                       | Anzahl                          | %                               |
| 5.818.955          | 100,0              | 4.661.075              | 80,08                  | 66.613                | 1,15                  | 97.489            | 1,68              | 70.671            | 1,21              | 588.622                 | 10,09                   | 267.360                         | 4,60                            |

## Vorwurf der Wahlmanipulation
Die Wahlüberwachungsplattformen Golos („Stimme“) und Zubr haben nach der Wahl gemeinsam mit der Honest People Initiative Fotografien von 1.310 von 5.767 Bezirkswahlergebnissen mit den offiziellen Wahlergebnissen verglichen und große Differenzen festgestellt, die den Vorwurf der Wahlmanipulation bestätigen würden: In den dokumentierten Wahlkommission hätte Swjatlana Zichanouskaja bereits 471.709 von den 588.619 von der zentralen Wahlkommission ausgewiesenen Stimmen für das ganze Land erhalten. In den dokumentierten Wahlbezirken lag der Anteil von Zichanouskaja bei 25,4 %, in den restlichen Wahlbezirken wäre er demnach bei 2,97 %, was völlig unglaubwürdig sei. Zudem seien in 440 der 1.310 dokumentierten Wahlbezirken Wahlmanipulationen festgestellt worden. Fotografien der Ergebnisse der Wahlkommissionen wurden allerdings tendenziell im städtischen Raum bzw. im westlichen Teil von Belarus erstellt.
Obwohl die OSZE nicht mehr als Wahlbeobachter eingeladen wurde, konnte Wolfgang Benedek vom Grazer Menschenrechtsinstitut ETC für die OSZE entsprechend dem Moskauer Dokument von 1991 als spezieller Berichterstatter der OSZE eine Mission zur Wahlbeobachtung durchführen. Im Abschlussbericht stellte auch Benedek zahlreiche Mängel in Bezug auf Transparenz und Fairness fest und empfahl die Wiederholung der Wahl.

## Nach der Wahl: Massenproteste sowie Misshandlungen durch die Staatsgewalt

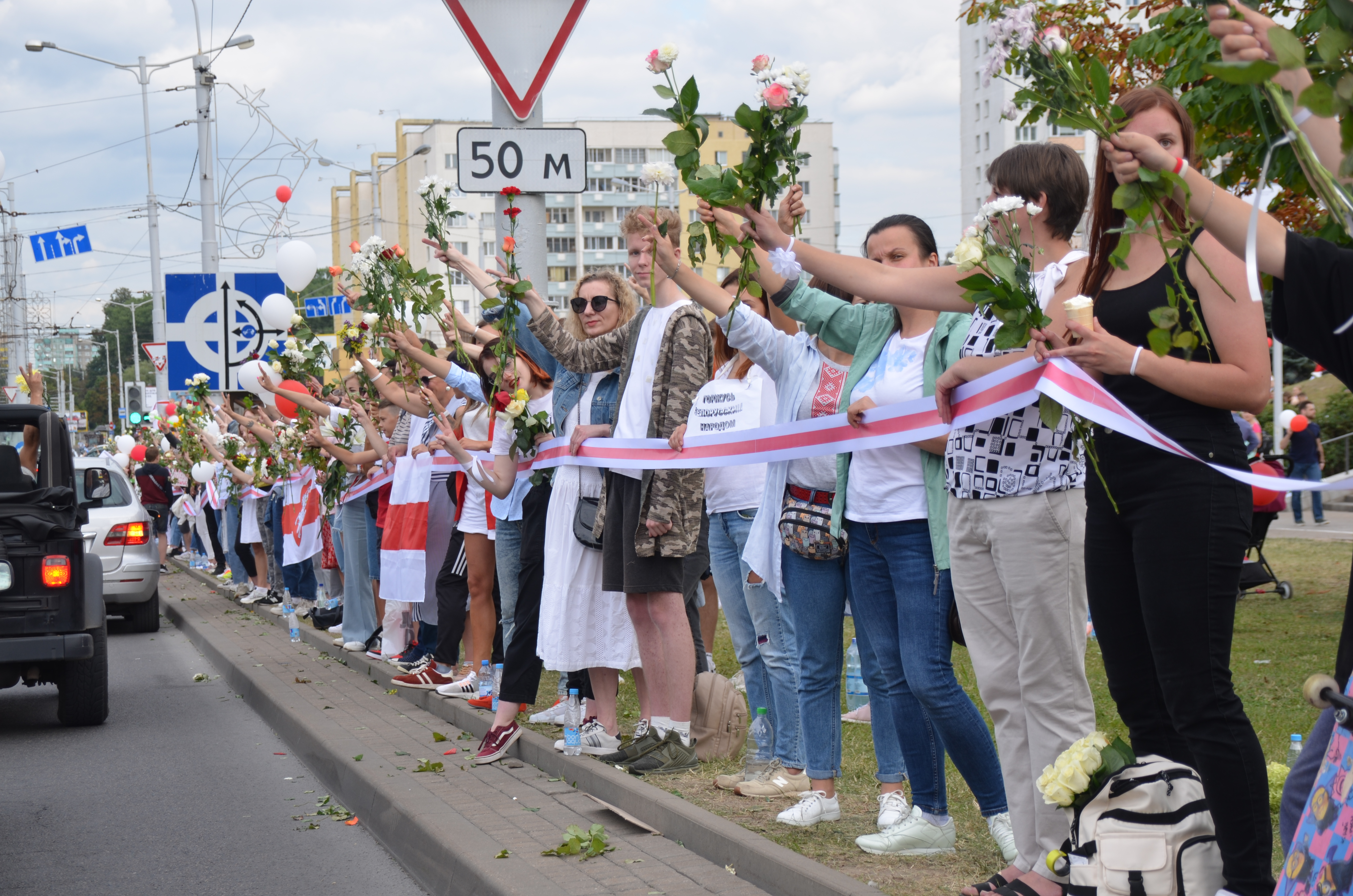
Menschenketten am Straßenrand zeigen am 14. August Blumensträuße; vorbeifahrende Autos hupen in Solidarität

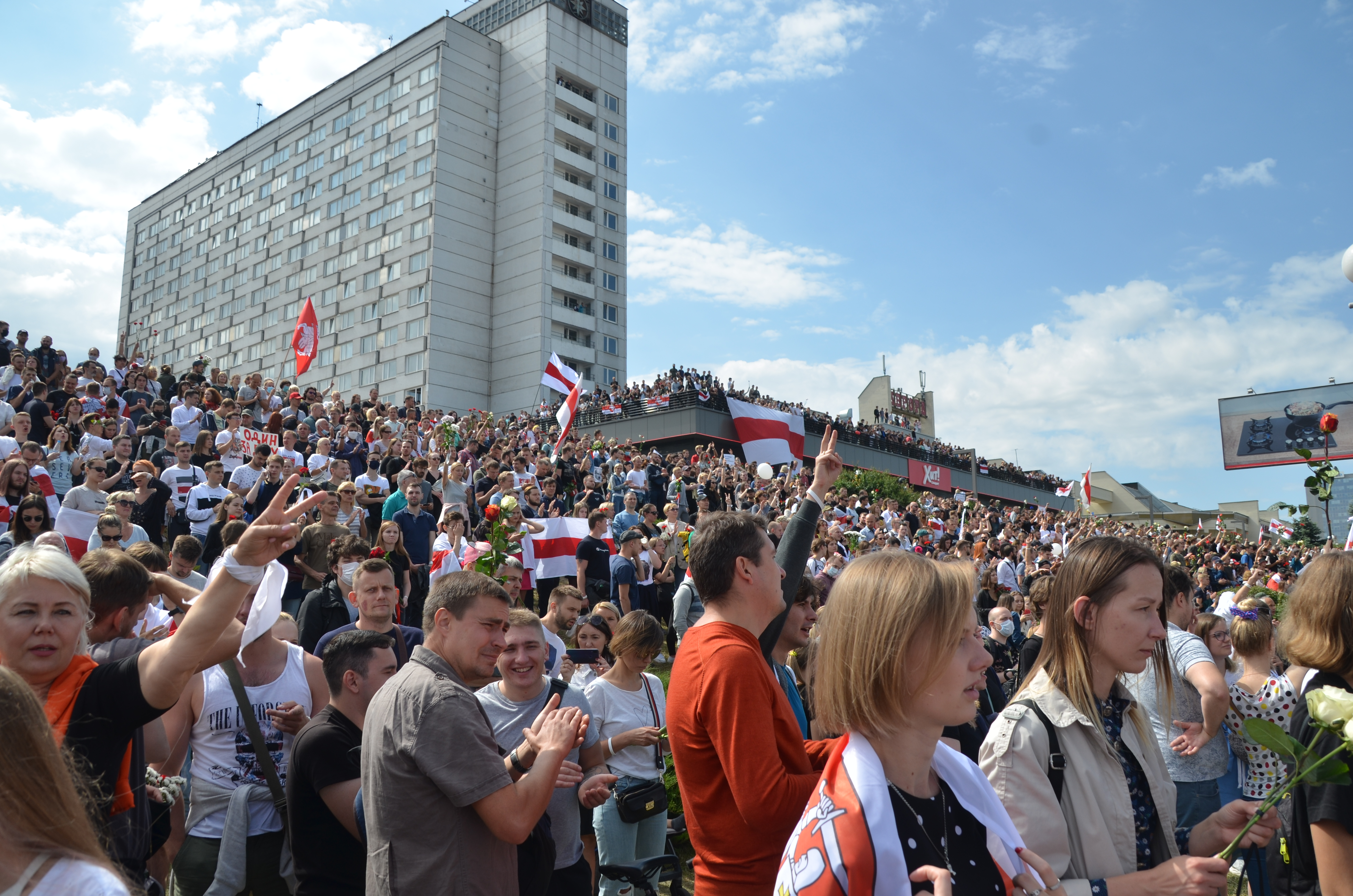
Gedenkfeier für den getöteten Demonstranten Alexander Taraikovsky am 15. August

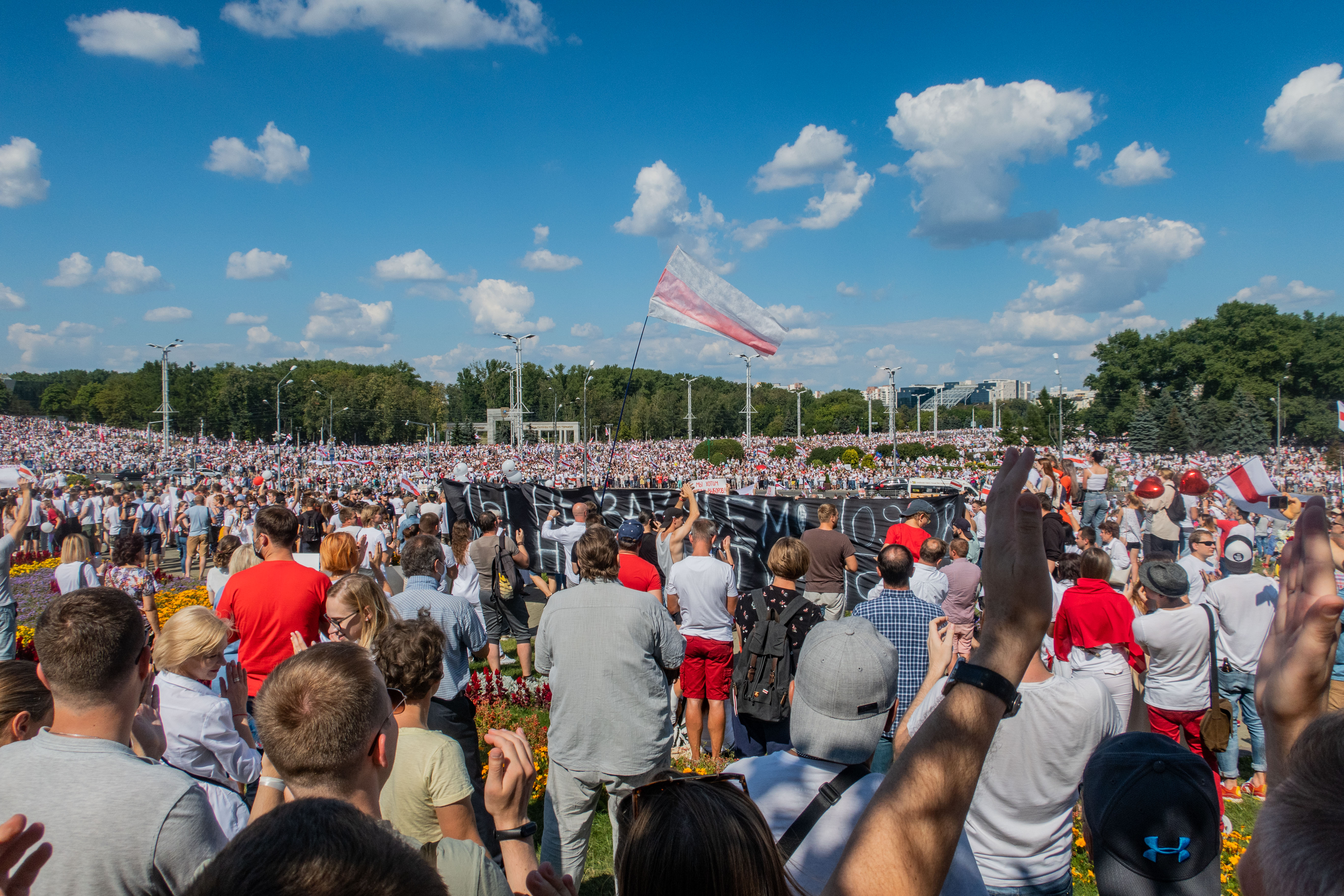
Proteste in Minsk am 16. August

Nach der Verkündung des vorläufigen amtlichen Ergebnisses, wonach Amtsinhaber Lukaschenka die Wahl mit Abstand gewonnen habe, kam es noch am Wahlabend in zahlreichen Städten in Belarus zu Massenprotesten gegen Wahlfälschung. In Minsk, wo rund 100.000 Menschen auf die Straße gingen, setzte die Polizei unter anderem Blendgranaten ein, mehrere Personen wurden festgenommen und verletzt. Eine Person starb. Es marschierten bewaffnete Soldaten auf; zahlreiche Webseiten, Messenger-Dienste und VPN-Server waren nicht mehr erreichbar, und Straßenlaternen wurden abgeschaltet. Allein in dieser Nacht wurden über 3.000 Menschen verhaftet, davon rund 1.000 in Minsk. Landesweit ereigneten sich Proteste in etwa 30 Städten.
Am Tag nach der Wahl wurde Amtsinhaber Lukaschenka durch die Wahlbehörde zum Sieger erklärt. Zichanouskaja hatte zuvor am Wahlabend angekündigt, das Wahlergebnis nicht anzuerkennen. Am 11. August floh sie nach Litauen. Zuvor war sie festgenommen und mutmaßlich zu einer Videobotschaft gezwungen worden.
Seit dem 9. August kam es wiederholt zu Protesten. In der Nacht vom 10. August zogen erneut tausende Menschen durch Minsk und andere Städte. Ein weiterer Demonstrant wurde dabei getötet. Insgesamt wurden ca. 6700 Demonstranten von der Polizei festgenommen; auch von Folter wurde berichtet.
Am 13. August 2020 brach ein landesweiter Generalstreik in mehreren staatlichen Betrieben aus.
In der Nacht zum 14. August 2020 ließ die Regierung eigenen Angaben zufolge knapp 1000 Inhaftierte vorläufig frei, die in den Tagen zuvor willkürlich am Rande von Demonstrationen festgenommen worden waren; darunter waren laut Berichten auch zahlreiche Unbeteiligte. Das belarussische Innenministerium bestritt die Misshandlungen von Gefangenen.
Am selben Tag wurde die Belarus Solidarity Foundation gegründet, welche Geld für Opfer von politischer Repression sammelt und im Verlauf des Jahres 2020 über 2,9 Millionen Euro ausgezahlt hat.
Am 16. August 2020 kam es zu Protesten, unter anderem in der Hauptstadt Minsk. Schätzungen zufolge nahmen etwa 200.000 Demonstranten am Protestmarsch teil. An einer Demonstration für Lukaschenka nahmen etwa 3000 Menschen teil; Berichten zufolge waren viele mit Bussen aus anderen Städten in die Hauptstadt gebracht worden; einige Staatsbedienstete berichteten, sie seien gezwungen worden, Lukaschenka die Treue zu schwören.
Am 17. August 2020 hielt Lukaschenka eine Ansprache bei einem Besuch in einem ehemals regimetreuen Staatswerk, wurde dort jedoch ebenfalls ausgebuht.
Lukaschenka, der sonst Neuwahlen immer abgelehnt hatte, schlug am 17. August 2020 erstmals eine Verfassungsänderung vor, die durch ein Referendum herbeigeführt werden solle, die auch Neuwahlen ermöglichen würde. Allerdings bekräftigte er auch den seiner Auffassung nach erreichten Sieg bei der Präsidentschaftswahl und lehnte Reformen aufgrund des Drucks der Straße ab.
Am 18. August 2020 stellte sich mit dem Koordinierungsrat ein von der Opposition um Swjatlana Zichanouskaja initiiertes Gremium vor, das eine friedliche Machtübergabe vorbereiten soll. Der friedliche Machtwechsel sei, einer Stellvertreterin von Zichanouskaja zufolge, das einzige Ziel der Gruppe. Nachdem die politischen Gefangenen freigelassen worden seien, wolle die Gruppe mit den konkreten Verhandlungen über die Machtübergabe beginnen. Sobald dies geschehen sei, würde der Koordinierungsrat aufhören zu existieren. Das Gremium setzt sich aus Oppositionspolitikern, Vorsitzenden der Streikkomitees der belarussischen Betriebe und bekannten Intellektuellen, wie der Literaturnobelpreisträgerin Swetlana Alexijewitsch zusammen.
Ebenfalls am 18. August ließ Lukaschenka die belarussischen Streitkräfte an den Grenzen zu Polen, Ukraine und Litauen mit der Begründung angeblicher ausländischer Einflussnahme (siehe Propaganda in Belarus) in Gefechtsbereitschaft versetzen und Manöver abhalten.
Im Verlauf der wochenlangen Proteste wurden zahlreiche Oppositionspolitiker, insbesondere Angehörige des Koordinierungsrats, verhaftet. Dazu zählt auch die führende Oppositionelle Maryja Kalesnikawa.

## Internationale Reaktionen
Der russische Präsident Wladimir Putin sowie Chinas Oberster Führer Xi Jinping gratulierten Aljaksandr Lukaschenka zur Wahl. Ebenso der syrische Präsident Assad, der türkische Präsident Erdoğan und Nicolás Maduro aus Venezuela.
Zahlreiche westliche Staaten äußerten sich dagegen besorgt über die Entwicklung in Belarus und verurteilten die Gewalt scharf; darunter alle EU-Mitgliedstaaten, die USA, Kanada, die Schweiz und Großbritannien. Luxemburgs Außenminister Jean Asselborn sprach von „Staatsterrorismus“. Die damalige Bundeskanzlerin Angela Merkel zeigte sich erschüttert über die Vorgänge. Die EU verlangte eine Freilassung der Gefangenen. Die Außenminister der EU-Staaten beschlossen am 14. August 2020 in einer außerplanmäßigen Konferenz Sanktionen gegen Verantwortliche, die für die Gewalt gegen Demonstranten und für die Fälschung des Wahlergebnisses verantwortlich sind.
Amnesty International bewertete die gehäuften Misshandlungen an den Festgenommenen als von der belarussischen Führung verordnete systematische Folter.
Am 17. August 2020 berief EU-Ratspräsident Charles Michel aufgrund der Situation einen Belarus-Sondergipfel der europäischen Staats- und Regierungschefs für den 19. August 2020 ein. Er äußerte, die Menschen in Belarus hätten das Recht, über ihre Zukunft zu entscheiden und ihre Führung frei zu wählen.
Am 19. August 2020 erklärten die Mitgliedstaaten der Europäischen Union, das Wahlergebnis nicht anzuerkennen.